# Federazione pallavolistica delle Bahamas
La Federazione bahamense di pallavolo (eng. Bahamas Volleyball Federation, BVF) è un'organizzazione fondata per governare la pratica della pallavolo nelle Bahamas.
Organizza il campionato maschile e femminile, e pone sotto la propria egida la nazionale maschile e femminile.
Ha aderito alla FIVB nel 1968.